# Cas Ministre d'Interior contra Fourie
El cas Ministre d'Interior contra Fourie (en anglès: Minister of Home Affairs v Fourie) o també anomenat com "Ministre d'Interior i altres contra Fourie i altres" o "Projecte d'Igualtat de Gai i altres contra Ministre d'Interior i altres" (en anglès: Minister of Home Affairs and Another v Fourie and Another i Lesbian and Gay Equality Project and Others v Minister of Home Affairs and Others, respectivament) amb el codi [2005] ZACC 19, és una decisió històrica del Tribunal Constitucional de Sud-àfrica en la qual el tribunal va dictaminar unànimement que les parelles del mateix sexe tenen el dret constitucional a contreure matrimoni. El dia 1 de desembre de 2005, quan va dictar el jutge Albie Sachs va dictar la sentència, va donar al Parlament un any per a aprovar la legislació necessària. Com a resultat, la Llei d'Unió Civil va entrar en vigor el 30 de novembre de 2006, amb el que Sud-àfrica es va convertir en el cinquè país del món a reconèixer el matrimoni entre persones del mateix sexe.
El 17 de maig de 2005 van comparèixer davant el tribunal Langa ACJ, Madala J, Mokgoro J, Moseneke J, Ngcobo J, O'Regan J, Sachs J, Skweyiya J, Yacoob J i Van Der Westhuizen J. MTK Moerane SC (amb S. Nthai) van aparèixer per als sol·licitants, P Oosthuizen (amb T Kathri) per als demandats, JJ Smyth QC per al primer i segon amici curiae, GC Pretorius SC (amb DM Achtzehn, PG Seleka i JR Bauer) per al tercer amicus curiae, DI Berger SC (amb F Kathree) per als sol·licitants, i M Donen SC per als demandats. En el cas Fourie, l'advocat dels demandants va ser instruït pel Fiscal de l'Estat, i el dels demandats per M. van den Berg. El tercer amicus curiae va ser instruït per Motla Conradie. En el cas del Projecte d'Igualtat entre Homosexuals i Lesbianes, l'advocat dels sol·licitants va ser instruït per Nicholls, Cambanis & Associats, i el dels demandats pel Fiscal de l'Estat.
El cas es referia a sol·licituds d'autorització per a apel·lar i contraapelar una decisió del Tribunal Suprem d'Apel·lació (el cas Fourie) juntament amb una sol·licitud d'accés directe al Tribunal Constitucional (el cas del Projecte d'Igualtat entre Lesbianes i Gais).

## Context legal
La definició de matrimoni en el dret consuetudinari sud-africà està presa del dret romà-holandès, i fins al cas Fourie es descrivia com "una unió d'un home amb una dona, amb exclusió, mentre duri, de totes les altres". Aquesta definició excloïa les unions entre persones del mateix sexe; també excloïa les unions polígames o potencialment polígames com els matrimonis musulmans i els matrimonis segons el dret consuetudinari africà.

La Llei de Matrimoni de 1961, l'estatut que regula les formalitats de la cerimònia matrimonial, no fa cap esment explícit als gèneres dels cònjuges. No obstant això, l'article 30(1) de la llei (substituït per la Llei d'esmena del matrimoni de 1973) exigeix que el funcionari encarregat de la celebració del matrimoni pregunti a cadascuna de les parts del matrimoni:
"Declara vostè, A.B., que fins on sap no hi ha impediment legal per al seu matrimoni proposat amb C.D. aquí present, i que anomena a tots els aquí presents per a testificar que presa a C.D. com la seva legítima esposa (o marit)?" i en aquest moment les parts es donaran la mà dreta i l'oficial matrimonial corresponent declararà el matrimoni solemnitzat amb les següents paraules: "Declaro que A.B. i C.D. aquí presents han estat casats legalment".
Els tribunals van entendre que l'ús de les paraules "esposa (o marit)" requeria que els cònjuges fossin un home i una dona.

La Constitució provisional que va entrar en vigor a l'abril de 1994 i la Constitució definitiva que la va substituir al febrer de 1997, prohibeixen la discriminació injusta per motius d'orientació sexual. L'article 9 de la Constitució definitiva disposa el següent:
(1) Tota persona és igual davant la llei i té dret a igual protecció i benefici de la llei.
(2) La igualtat inclou el ple i igual gaudi de tots els drets i llibertats. Per promoure l'assoliment de la igualtat, poden adoptar-se mesures legislatives i d'una altra índole destinades a protegir o promoure les persones o categories de persones desfavorides per una discriminació injusta.
(3) L'Estat no podrà discriminar injustament a ningú, directament o indirecta, per un o més motius, entre ells la raça, el gènere, el sexe, l'embaràs, l'estat civil, l'origen ètnic o social, el color, l'orientació sexual, l'edat, la discapacitat, la religió, la consciència, les creences, la cultura, l'idioma i el naixement.

(4) Ningú podrà discriminar injustament a ningú, directament o indirecta, per un o més motius en virtut de l'apartat 3)
L'article 10 de la Constitució estableix que "tota persona té una dignitat inherent i el dret al fet que es respecti i protegeixi la seva dignitat".